# Nymania
Genre
Classification APG III (2009)
Nymania est un genre de plantes à fleurs de la famille des Meliaceae qui ne comprend qu'une seule espèce Nymania capensis, originaire d'Afrique, qui a été décrite par Carl Peter Thunberg sous le nom d'Aitonia capensis, puis par Otto Kuntze sous le nom de Carruthia capensis. Le nom de ce genre honore la mémoire du botaniste suédois Carl Fredrik Nyman (1820-1893).

## Description
Nymania capensis est un petit arbre de croissance lente qui peut atteindre 6 m de hauteur, mais qui fait plutôt 3 m de hauteur en moyenne. Ses feuilles sont lancéolées, rigides et coriaces. Ses fleurs solitaires, de nuance rouge, sont placées au bout des axiles. Les arbres du Richtersveld quant à eux possèdent des fleurs d'un rouge plus brillant.

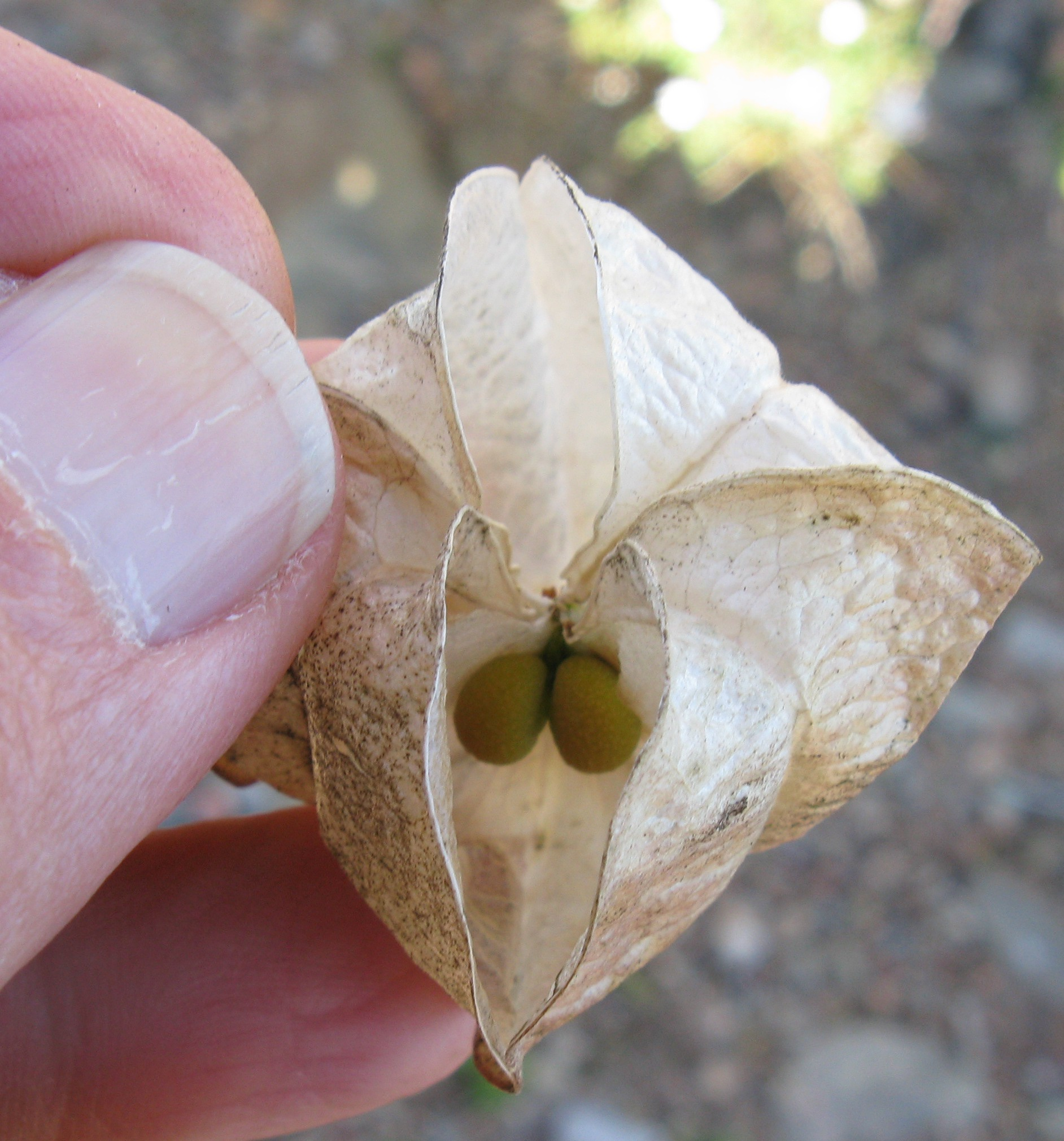
Vue d'une capsule de Nymania capensis.

Les graines de cette espèce se trouvent dans des capsules de forme gonflée qui ont donné le nom vernaculaire de cette plante en anglais Chinese lantern (Lanterne chinoise). Les graines de couleur marron sont en forme de pois.
Nymania capensis vit plus de vingt-cinq ans dans son habitat naturel.

## Distribution
Nymania capensis se rencontre dans les déserts de Richtersveld (Cap-du-Nord), dans le Namaqualand, au sud de la Namibie, dans le Bushmanland et le désert du Karoo.

## Habitat
Ce petit arbre xérophile apprécie les sols secs, arides et rocheux proches de causses sablonneuses, dans des zones où la précipitation hivernale ne dépasse pas 120 mm par an. Il tolère des températures comprises entre -4° et +44°.

## Écologie
Ce petit arbre est pollinisé par les abeilles et les graines sont disséminées par le vent à une certaine distance loin de la plante paternelle. Dans la majorité des cas, les graines germent sous d'autres petits arbres, dans des conditions climatiques favorables. La plante commence sa croissance à l'ombre d'un petit arbre, ce qui la protège du climat fort aride. Comme la plupart des espèces du désert, seul un petit nombre atteint l'âge adulte.